# Messier 49
Messier 49 (również M49, NGC 4472, PGC 41220 lub UGC 7629) – galaktyka eliptyczna w gwiazdozbiorze Panny. Odkrył ją Charles Messier w 1771 roku (w katalogu od 19 lutego 1771 roku). Jest drugim odkrytym obiektem spoza Grupy Lokalnej (po M83). Należy do galaktyk Seyferta typu 2.

## Charakterystyka fizyczna
M49 jest oddalona od Ziemi o około 60 mln lat świetlnych. Wymiary szacuje się na około 157 × 87 tys. lat świetlnych. Mimo porównywalnych rozmiarów, M49 ma mniejszą masę od M87.

## Dane astronomiczne
M49 jest najjaśniejszą galaktyką w gromadzie galaktyk w Pannie. Jej jasność obserwowana wynosi 8,4m.
Szacuje się, że galaktyce towarzyszy około 7,8 tys. gromad kulistych. Ponadto na astrofotografiach wykonywanych z długim czasem naświetlania możliwe jest obserwowanie obiektów mgławicowych, które uważa się za towarzyszy M49.
Do tej pory w galaktyce M49 zarejestrowano jeden niepotwierdzony przypadek supernowej – SN 1969Q (czerwiec 1969 roku, jasność 13m).

## Alternatywne oznaczenia
| - NGC 4472 - UGC 7629 - APG 134 - [DLB87] V9 - [DSB94] 225 - 1E 1227.5+0817 - 2E 1227.2+0816 - 2E 2735 - 1ES 1227+08.2 - 87GB 122714.6+081649 - GIN 781 - 1H 1228+081 - INTREF 501 - LEDA 41220 - 1M 1231+071 | - [M98c] 122713.9+081632 - MCG+01-32-083 - NVSS B122714+081639 - RGB J1229.8+0800 - RX J1229.7+0759 - 2U 1231+07 - 3U 1231+07 - 4U 1232+07 - UZC J122946.6+075958 - VCC 1226 - [VV2003c] J122946.8+080002 - [VV2006c] J122946.8+080002 - XSS J12312+0833 - Z 1227.2+0816 - Z 42 - 134 |